# Región de Imboden
La Región de Imboden es una unidad administrativa del cantón de los Grisones, Suiza. Sustituyó el 1 de enero de 2017 al anterior distrito de Imboden, con el que coincide. Los dos círculos en los que se subdividía fueron disueltos. 